# Iymarasapura, Bangarapet
Iymarasapura là một làng thuộc tehsil Bangarapet, huyện Kolar, bang Karnataka, Ấn Độ.